# Неадекватные люди 2
«Неадекватные люди 2» —  российский мелодраматический фильм режиссёра Романа Каримова. В главных ролях: Илья Любимов и Ингрид Олеринская. Премьера состоялась 10 декабря 2020 года.

## Сюжет
Действие фильма происходит спустя несколько лет после событий, рассказанных в первой части. Виталий добивается успеха в архитектуре, а Кристина начинает сомневаться в своих чувствах к нему.

## В ролях
| Актёр               | Роль                  |
| ------------------- | --------------------- |
| Ингрид Олеринская   | Кристина Олеринская   |
| Илья Любимов        | Виталий Мухаметзянов  |
| Евгений Цыганов     | психолог Павел Козлов |
| Мария Горячева      | Соня                  |
| Никита Санаев       | Артем                 |
| Роман Хан           | Исхан                 |
| Артём Цуканов       | Николай               |
| Андрей Бебуришвили  | Герман                |
| Алексей Симановский | бомж                  |
| Александра Булычёва | Валерия               |
| Алексей Гришин      | босс                  |

## Награды
- 2020 — 28-й Фестиваль российского кино «Окно в Европу»
  - Специальный приз жюри «За узор человеческих отношений»
  - Приз Медиаконгресса «Содружество журналистов» и Союза журналистов России за сценарий (Р. Каримов, Я. Лебедева)[6]